# Marc Pubill
Marc Pubill Pagès, född 20 juni 2003 i Terrassa, är en spansk fotbollsspelare.

## Karriär
Marc Pubill inledde sin seniorkarriär i Levantes B-lag år 2020. Han debuterade i dess A-laget 2021 och flyttade 2023 till Almería. Han har representerat Spanien på olika ungdomsnivån sedan 2021. Han blev olympisk guldmedaljör i fotboll vid olympiska sommarspelen 2024 i Paris efter att Spanien slagit Frankrike i finalen.